# NGC 317A
NGC 317A је лентикуларна галаксија у сазвежђу Андромеда која се налази на NGC листи објеката дубоког неба.
Деклинација објекта је + 43° 48' 5" а ректасцензија 0h 57m 39,0s. Привидна величина (магнитуда) објекта NGC 317 износи 13,5 а фотографска магнитуда 14,5. NGC 317A је још познат и под ознакама NGC 317-1, UGC 593, MCG 7-3-9, KCPG 19A, 5ZW 42, NPM1G +43.0020, PGC 3442.